# 尼古拉·梅莫拉
尼古拉·梅莫拉（義大利語：Nikolaj Memola，2003年11月18日—），意大利男子花样滑冰运动员，2023年全国花样滑冰锦标赛男子单人滑银牌得主、2024年全国花样滑冰锦标赛男子单人滑金牌得主、2025年全国花样滑冰锦标赛男子单人滑银牌得主、2025年欧洲花样滑冰锦标赛男子单人滑银牌得主。